# Atletica leggera ai X Giochi panafricani - 400 metri ostacoli maschili
La specialità dei 400 metri ostacoli maschili ai X Giochi panafricani si è svolta il 12 settembre 2011 all'Estádio Nacional do Zimpeto di Maputo.

## Podio
| Oro     | Abderahmane Hamadi Algeria |
| Argento | Kurt Couto Mozambico       |
| Bronzo  | Julius Rotich Kenya        |

## Risultati

### Semifinale
I primi tre di ogni gruppo (Q) ed i successivi 2 migliori tempi (q) si qualificano alla finale.
| Class | Gruppo | Atleta                 | Nazione   | Tempo | Note |
| ----- | ------ | ---------------------- | --------- | ----- | ---- |
| 1     | 2      | Julius Rotich          | Kenya     | 50.87 | Q    |
| 2     | 1      | Daniel Lagamang        | Botswana  | 50.88 | Q,   |
| 3     | 1      | Hardus Maritz          | Namibia   | 51.40 | Q    |
| 4     | 2      | Kurt Couto             | Mozambico | 51.40 | Q    |
| 5     | 2      | Miloud Rahmani         | Algeria   | 51.58 | Q    |
| 6     | 1      | Abderahmane Hamadi     | Algeria   | 51.89 | Q    |
| 7     | 2      | Hafiz Mohamed          | Sudan     | 52.02 | q    |
| 8     | 1      | Abdelgadir Idriss      | Sudan     | 52.76 | q    |
| 9     | 1      | Titos Januario Dlalice | Mozambico | 56.06 |      |
| N.D.  | 2      | Chérif Issa Abdoulaye  | Benin     | dq    |      |

### Finale
| Class   | Atleta             | Nazione   | Tempo | Note |
| ------- | ------------------ | --------- | ----- | ---- |
| Oro     | Abderahmane Hamadi | Algeria   | 50.48 |      |
| Argento | Kurt Couto         | Mozambico | 51.04 |      |
| Bronzo  | Julius Rotich      | Kenya     | 51.15 |      |
| 4       | Daniel Lagamang    | Botswana  | 51.44 |      |
| 5       | Hafiz Mohamed      | Sudan     | 51.44 |      |
| 6       | Miloud Rahmani     | Algeria   | 52.00 |      |
| 7       | Hardus Maritz      | Namibia   | 52.29 |      |
| 8       | Abdelgadir Idriss  | Sudan     | 53.45 |      |